# Episodi di Doctor Who (serie televisiva 2005) (sesta stagione)
La sesta stagione della seconda serie televisiva Doctor Who (2005-2022), con Matt Smith nel ruolo dell'Undicesimo Dottore, Karen Gillan nel ruolo di Amy Pond e Arthur Darvill in quello di Rory Williams, è stata trasmessa nel Regno Unito a partire dal 23 aprile 2011 su BBC One. La trasmissione dei 13 episodi della stagione è stata divisa in due parti: i primi sette episodi sono andati in onda nella primavera 2011 mentre i restanti sono stati trasmessi in autunno.
In Italia la stagione è stata trasmessa in chiaro su Rai 4 in prima visione assoluta dal 12 gennaio al 23 febbraio 2012. Gli episodi sono stati accorpati a due a due in doppi episodi, eliminando prologhi, sigle e anticipazioni della puntata successiva (successivamente ripristinati nella versione home video).
| nº | Titolo originale            | Titolo italiano                   | Prima TV UK       | Prima TV Italia  |
| -- | --------------------------- | --------------------------------- | ----------------- | ---------------- |
| 1  | The Impossible Astronaut    | L'astronauta impossibile          | 23 aprile 2011    | 12 gennaio 2012  |
| 2  | Day of the Moon             | Il giorno della Luna              | 30 aprile 2011    | 12 gennaio 2012  |
| 3  | The Curse of the Black Spot | La maledizione della macchia nera | 7 maggio 2011     | 19 gennaio 2012  |
| 4  | The Doctor's Wife           | La moglie del Dottore             | 14 maggio 2011    | 19 gennaio 2012  |
| 5  | The Rebel Flesh             | La carne ribelle                  | 21 maggio 2011    | 26 gennaio 2012  |
| 6  | The Almost People           | La quasi gente                    | 28 maggio 2011    | 26 gennaio 2012  |
| 7  | A Good Man Goes to War      | Un uomo buono va in guerra        | 4 giugno 2011     | 2 febbraio 2012  |
| 8  | Let's Kill Hitler           | Uccidiamo Hitler                  | 27 agosto 2011    | 2 febbraio 2012  |
| 9  | Night Terrors               | Terrori notturni                  | 3 settembre 2011  | 9 febbraio 2012  |
| 10 | The Girl Who Waited         | La ragazza che ha aspettato       | 10 settembre 2011 | 9 febbraio 2012  |
| 11 | The God Complex             | Il complesso di Dio               | 17 settembre 2011 | 16 febbraio 2012 |
| 12 | Closing Time                | Orario di chiusura                | 24 settembre 2011 | 16 febbraio 2012 |
| 13 | The Wedding of River Song   | Il matrimonio di River Song       | 1º ottobre 2011   | 23 febbraio 2012 |

## L'astronauta impossibile
- Titolo originale: The Impossible Astronaut
- Diretto da: Toby Haynes
- Scritto da: Steven Moffat

### Trama
Quattro buste colorate di blu come il TARDIS, numerate uno, due, tre e quattro, contenenti date, orari e riferimenti cartografici, ma non firmate. Chi le ha spedite? E chi ha ricevuto quella mancante? Questi strani inviti riuniscono il Dottore, Amy, Rory e River Song nel mezzo del deserto dello Utah, dove il Dottore viene ucciso davanti ai loro occhi da qualcuno all'interno di una tuta da astronauta, ma poco dopo una versione precedente del Dottore li raggiunge. Così i quattro sono consapevoli di un terribile segreto sul Dottore che devono ancora rivelargli. Mettendo completamente la sua vita nelle loro mani, il Dottore accetta di andare a cercare il destinatario della quarta busta. Ma chi è Canton Everett Delaware III? E qual è il significato dell'altro indizio che hanno: "Spazio 1969"? La ricerca li porta nello studio ovale, dove il Presidente Nixon in persona li incarica di aiutare l'ex-agente dell'FBI, Canton, a salvare una ragazzina, terrorizzata da un misterioso astronauta...
- Altri interpreti: Alex Kingston (River Song), Mark Sheppard (Canton Everett Delaware III), William Morgan Sheppard (Canton Everett Delaware III anziano), Stuart Milligan (Presidente Richard Nixon), Chuk Iwuji (Carl), Mark Griffin (Phil), Marnix Van Den Broeke (Silente), Sydney Wade (Bambina), Nancy Baldwin (Joy), Adam Napier (Capitan Simmons), Henrietta Clemett (Matilda), Paul Critoph (Charles), Kieron O'Connor (Guardia carceraria)

## Il giorno della Luna
- Titolo originale: Day of the Moon
- Diretto da: Toby Haynes
- Scritto da: Steven Moffat

### Trama
Tre mesi dopo gli eventi dell'episodio precedente, Amy, Rory e River vengono inseguiti e apparentemente uccisi da Canton e dall'FBI, mentre cercavano di scoprire l'ubicazione degli alieni, che scoprono essere presenti in ogni stato americano. Nel frattempo il Dottore, all'interno dell'Area 51, viene rinchiuso da Canton nella prigione perfetta, assieme ai corpi dei suoi amici. Una volta all'interno, questi si rialzano, vivi e vegeti, e Canton si rivela dalla parte del Dottore, che si era fatto rinchiudere per evitare di essere spiato dagli alieni. Una volta nel TARDIS (reso invisibile e nascosto nella prigione), il gruppo scopre grazie alla foto di Amy che qualsiasi ordine venga impartito mentre si guardano gli alieni viene poi prontamente eseguito e dimenticato: in questo modo i misteriosi alieni riescono a controllare l'umanità da secoli. In seguito, Amy dice al Dottore di essersi sbagliata e di non essere incinta.
Mentre il Dottore viene arrestato per essersi introdotto nel modulo lunare dell'Apollo 11, Canton e Amy ispezionano un orfanotrofio abbandonato, nella speranza di trovare la bambina. Là Canton ha uno scontro a fuoco con uno degli alieni, mentre Amy, dopo aver avuto delle allucinazioni su una signora con una benda sull'occhio e aver notato nella stanza della bambina una foto che la ritraeva come madre di questa, viene rapita. Canton, il Dottore e Rory interrogano l'alieno ferito e scoprono che appartiene alla specie conosciuta come "Il Silenzio" (menzionata in diversi episodi della quinta stagione). Mentre tenta di rintracciare Amy, il Dottore si rende conto che la spedizione sulla Luna, appena partita, fa in realtà parte del piano del Silenzio, cui pare servire una tuta da astronauta. Nel frattempo il Silente ferito è custodito nell'Area 51 e chiede a Canton perché si prende cura di lui, anziché "ucciderlo a vista"; l'uomo, per tutta risposta, registra il discorso dell'alieno con il cellulare di Amy. Il Dottore, Rory e River giungono nel covo dei Silenti, dove tengono prigioniera Amy e, mentre Neil Armstrong mette piede sulla Luna, Canton invia la registrazione del Silente all'Apollo 11, che il Dottore aveva appositamente modificato prima. Grazie al potere dei Silenti, l'umanità, che sta guardando a milioni la diretta televisiva, esegue inconsciamente l'ordine ("dovreste ucciderci tutti a vista") e inizia a uccidere tutti i Silenti. Amy viene liberata e River uccide tutti i Silenti, mentre il Dottore ne distrugge il covo.
La minaccia è quindi scongiurata e il Dottore riaccompagna River in prigione e, quando i due si baciano, questa si rende conto che, essendo per il Dottore il loro primo bacio, per lei è l'ultimo e che quindi sta iniziando a incontrare un Dottore che la conosce sempre di meno. Sei mesi dopo, a New York la bambina che indossava la tuta da astronauta, fortemente debilitata, sta morendo, ma inaspettatamente inizia a rigenerarsi.
- Altri interpreti: Alex Kingston (River Song), Mark Sheppard (Canton Everett Delaware III), Stuart Milligan (Presidente Richard Nixon), Marnix Van Den Broeke (Silente), Kerry Shale (Dottor Renfrew), Glenn Wrage (Gardner), Jeff Mash (Grant), Tommy Campbell (Sergente), Peter Banks (Dottor Shepherd), Ricky Fearon (Tramp), Chuk Iwuji (Carl Peterson), Mark Griffin (Phil), Sydney Wade (Bambina), Frances Barber (Signora con la benda sull'occhio)

#### Curiosità
- Quando il Dottore appare all'interno del covo dei Silenti, per liberare Amy, ammette di aver già visto un luogo simile a quello. Si riferisce all'astronave occultata nella casa di Craig nell'episodio Il coinquilino della quinta stagione.

## La maledizione della macchia nera
- Titolo originale: The Curse of the Black Spot
- Diretto da: Jeremy Webb
- Scritto da: Stephen Thompson

### Trama
Il TARDIS finisce a bordo di una nave pirata del XVII secolo la cui ciurma è braccata da una creatura simile a una sirena, che attacca solamente le persone con ferite, anche superficiali, contrassegnando le mani delle future vittime con una macchia nera. Dopo aver subito uno di questi attacchi, il pirata Henry Avery e la sua ciurma scoprono la presenza del Dottore, Amy e Rory e, credendoli dei clandestini, tentano di eliminarli. Amy li salva, duellando con un pirata, ferendo questo e involontariamente Rory che vengono marchiati. Dopo aver assistito alla materializzazione della sirena e all'uccisione del pirata ferito, il Dottore capisce che la sirena si muove attraverso l'acqua. Rifugiatosi nella Santa Barbara, notoriamente asciutta, il gruppo scopre la presenza del giovane figlio del capitano, Toby, imbarcatosi clandestinamente dopo la morte della madre. Anche lui è stato marchiato dalla sirena, poiché gravemente ammalato. Mentre il capitano Avery e il Dottore scoprono che anche il TARDIS sembra soffrire della bonaccia che affligge la nave pirata, un membro della ciurma scappa con il tesoro del capitano. Scottatosi con l'acciarino, viene disintegrato dalla sirena in un luogo privo d'acqua. Ciò porta il Dottore a riconsiderare le sue teorie: la sirena si materializza attraverso le superfici riflettenti (come la corona d'oro del tesoro del capitano o lo specchio d'acqua creato dalla bonaccia). Il Dottore quindi infrange tutti gli specchi e costringe Avery a gettare in mare il suo tesoro. La bonaccia termina e la nave si prepara a ripartire, ma l'avidità del capitano, che aveva tenuto la corona d'oro, causa la morte di Toby e di Rory. Il Dottore allora convince Amy e Avery a ferirsi, venendo apparentemente uccisi; in realtà i tre vengono teletrasportati su una nave aliena, priva di vita. Il Dottore scopre che la sirena non è altro che un programma di emergenza medica dell'astronave, precipitata in universo parallelo, sovrapposto alla nave pirata e nascosta da un filtro di percezione. La sirena infatti sta mantenendo in vita le persone scomparse. Amy, Rory e il Dottore riprendono a viaggiare, mentre il capitano Avery, poiché grazie alle cure mediche della sirena suo figlio avrebbe continuato a vivere, decide di rimanere sull'astronave con la sua ciurma, partendo per lo spazio.
- Altri interpreti: Hugh Bonneville (Capitano Henry Avery), Oscar Lloyd (Toby Avery), Lee Ross (Il Nostromo), Michael Begley (Mulligan), Tony Lucken (De Florres), Chris Jarman (Danzatore), Carl McCrystal (McGrath), Lily Cole (La Sirena), Frances Barber (Signora con la benda sull'occhio)

## La moglie del Dottore
- Titolo originale: The Doctor's Wife
- Scritto da: Neil Gaiman
- Diretto da: Richard Clark
- Vincitore del Premio Hugo per la miglior rappresentazione drammatica, forma breve 2012

### Trama
Mentre il TARDIS viaggia nello Spazio, il Dottore riceve una chiamata da un Signore del Tempo sotto forma di un cubo luminoso e si precipita su un asteroide al di fuori dell'universo chiamato Casa. Questo risulta essere una discarica di TARDIS abitata da tre strane persone malandate e un Ood, chiamati rispettivamente Zio, Zia, Idris e Nipote, che a loro volta chiamano "Casa" il piccolo asteroide. Casa si rivela essere un'entità con una coscienza che si nutre di TARDIS. Questa ruba il TARDIS del Dottore trasferendone la memoria nel corpo "umano" di Idris, quindi fugge con al suo interno Amy e Rory per andare in cerca di nuove prede nell'universo. Idris, che ha al suo interno la matrice del TARDIS, e il Dottore costruiscono un altro TARDIS, senza involucro esterno, dai rottami sparsi sull'asteroide e si lanciano all'inseguimento di Casa. Raggiuntala, Idris/TARDIS riprende il suo posto all'interno della console, annientando così Casa che aveva attratto con l'inganno e ucciso numerosi altri Signori del Tempo.
- Altri interpreti: Suranne Jones (Idris/Il TARDIS), Michael Sheen (voce di Casa), Paul Kasey ("Nipote"), Adrian Schiller ("Zio"), Elizabeth Berrington ("Zia")

#### Curiosità
- Prima che il TARDIS abbandonasse il corpo di Idris ha dato a Rory un messaggio che lui ha riferito al Dottore, "L'unica acqua nella foresta è il fiume", riferimento a River Song e agli avvenimenti dell'episodio Un uomo buono va in guerra.
- Nell'episodio riappare la vecchia consolle del TARDIS, utilizzata dal Nono e Decimo Dottore

## La carne ribelle
- Titolo originale: The Rebel Flesh
- Scritto da: Matthew Graham
- Diretto da: Julian Simpson

### Trama
Uno "tsunami solare" fa precipitare il TARDIS vicino a una fabbrica futuristica, simile a un convento medievale, sulla Terra del ventiduesimo secolo. I lavoratori della fabbrica, guidata da Miranda Cleaves, creano dei sosia (chiamati "Ganger") di se stessi, utilizzando un fluido autoreplicante noto come "Carne", e in questo modo possono eseguire in modo sicuro lavori pericolosi, senza aver paura di ferirsi. Il Dottore esamina la vasca in cui è contenuta la Carne, dando inizio, a sua insaputa, alla creazione di un Ganger. Cleaves si rifiuta di ascoltare l'avvertimento del Dottore sulla tempesta solare fino a che non riceve ordini ufficiali. Il Dottore tenta allora di scollegare il connettore solare, ma un corto circuito fa svenire tutti e permette ai Ganger di diventare senzienti, rendendoli in grado di ricordare ogni secondo della loro vita “originale” e di percepire ciascuna emozione che abbiano mai provato. I Ganger, infuriati per tutte le volte in cui sono stati danneggiati e gettati via con noncuranza, hanno intenzione di vendicarsi sugli esseri umani, uccidendoli tutti. Osteggiato da Cleaves, il Dottore capisce di dover convincere gli umani terrorizzati ad accettare l'esistenza di queste “quasi persone” e di dover impedire una guerra civile, prima che la fabbrica esploda. Mentre il Dottore manda gli umani in un luogo sicuro nel monastero, Rory stringe amicizia con Jennifer, in realtà sostituita dalla sua Ganger, in cerca di vendetta. Rinchiusi in una cappella e assediati dai Ganger, Amy, il Dottore e il gruppo degli umani riceve un'inaspettata offerta di aiuto dalla versione di Carne del Dottore.
- Altri interpreti: Mark Bonnar (Jimmy), Marshall Lancaster (Buzzer), Sarah Smart (Jennifer), Raquel Cassidy (Cleaves), Leon Vickers (Dicken), Frances Barber (Signora con la benda sull'occhio)

## La quasi gente
- Titolo originale: The Almost People
- Scritto da: Matthew Graham
- Diretto da: Julian Simpson

### Trama
Nonostante li abbia condotti in salvo, Amy diffida della versione di Carne del Dottore, considerandolo solo una "copia" dell'originale. In seguito, vendendolo offeso, si scusa con lui e finisce per raccontargli accidentalmente la morte del suo "originale" al Lago Silencio. Mentre infuria la tempesta solare, la Ganger di Jennifer, che ha ucciso il suo omologo umano, crea un'altra copia di se stessa e, manipolando Rory, riesce a imprigionare gli umani in un deposito di acido. Tuttavia, il Ganger del Dottore convince i Ganger, che non condividono i metodi di Jennifer, a liberare gli umani, riappacificando le due fazioni. Il gruppo è allora inseguito dalla copia di Carne di Jennifer che, incapace di mantenere una forma, si è trasformata in un mostro. Il Dottore e il Ganger di Cleaves rimangono ad affrontarla, morendo nell'esplosione della fabbrica, mentre il resto del gruppo scappa sul TARDIS. Amy è affranta, ma quello che credeva essere il Ganger del Dottore rivela ad Amy di essere l'originale: infatti, poco dopo l'apparizione del clone, i "due Dottori" si erano scambiati le scarpe (unico segno che li contraddistingueva), per cui il Dottore sacrificatosi poco prima era il Ganger e ora il Dottore originale è a conoscenza della sua futura morte. Amy quindi si rende conto di aver giudicato l'"altro Dottore" una copia, solamente in base a un pregiudizio, poiché in realtà stava diffidando della versione "originale" di lui.
Dopo aver riportato a casa gli umani e i Ganger superstiti, affinché facciano sapere al mondo la verità sulla Carne e sui Ganger, Amy viene colta da contrazioni all'interno del TARDIS. Il Dottore le spiega che il suo vero corpo sta entrando in travaglio e che lei è stata sostituita da parecchio tempo da un copia di Carne. Dopo averle giurato che lui e Rory sarebbero venuti a cercarla, il Dottore distrugge il Ganger. Amy si risveglia in un luogo sconosciuto sul punto di partorire, sorvegliata da una "signora con la benda sull'occhio", di cui aveva già avuto visioni in precedenza, che le suggerisce di "spingere".
- Altri interpreti: Mark Bonnar (Jimmy), Marshall Lancaster (Buzzer), Sarah Smart (Jennifer), Raquel Cassidy (Cleaves), Leon Vickers (Dicken), Frances Barber (Signora con la benda sull'occhio), Edmond Moulton (Adam)

### Curiosità
- La versione di Carne del Dottore fatica inizialmente a stabilizzarsi, utilizzando per alcuni istanti alcune espressioni ricorrenti del Quarto Dottore.

## Un uomo buono va in guerra
- Titolo originale: A Good Man Goes to War
- Scritto da: Steven Moffat
- Diretto da: Peter Hoar

### Trama
Amy Pond è stata rapita dall'Ordine del Silenzio, parte della Chiesa del LI secolo (già vista in Il tempo degli Angeli e Carne e pietra), e il Dottore raduna un esercito per salvarla. Lui e Rory attraversano le galassie riscuotendo vecchi debiti e invocando promesse solenni: tra gli alleati che li seguono vi sono Strax, uno zelante soldato Sontaran, Madame Vastra, un'investigatrice Siluriana nel periodo vittoriano, e la sua compagna e aiutante Jenny Flint. Il Dottore chiede aiuto anche al grasso mercante alieno Dorium Maldovar, precedentemente in contatto con l'Ordine, scoprendo che Amy è detenuta sull'asteroide Demon's Run, luogo su cui grava un'antica profezia ("un uomo buono va in guerra"). Nella prigione di Stormcage, Rory tenta di reclutare River Song, ma questa rifiuta, affermando di non poter partecipare agli eventi che verranno. A Demon's Run, Amy, che ha partorito la piccola Melody Pond, è sorvegliata dalla signora con la benda sull'occhio, Madame Kovarian, che le porta via la bambina per misteriosi fini. Amy viene consolata da una soldatessa, Lorna Bucket, che ha avuto da piccola un incontro con il Dottore, verso cui nutre una forte ammirazione. Lorna regala per buon augurio ad Amy una "foglia di preghiera," una striscia di stoffa recante il nome della bambina nella lingua natia della ragazza. Durante la presentazione tra il grosso dell'esercito e i Monaci Senza Testa, corpo d'élite della Chiesa, chiamati così poiché, decapitandosi, separano la fonte del dubbio (il cervello) dalla fonte della fede (il cuore), il Dottore riesce grazie a uno stratagemma a disarmare tutti i soldati, che vengono circondati da un'armata di Siluriani e dagli alleati del Dottore. A bloccare Madame Kovarian e la sua scorta, che stanno conducendo via la bambina, ci pensano i pirati spaziali di Henry Avery (La maledizione della macchia nera).
La battaglia è vinta senza colpo ferire e il Dottore, grazie a Dorium e Vastra, scopre che Melody è per metà Signore del Tempo, poiché è stata concepita da Amy e Rory durante la loro notte di nozze sul TARDIS, venendo quindi esposta agli effetti del Vortice del Tempo. Dopo aver origliato i piani di Kovarian, Lorna avvisa il gruppo della trappola preparata dalla donna, che blocca il TARDIS e invia i Monaci Senza Testa che, riorganizzatisi, uccidono gran parte dei Siluriani. Nella battaglia che segue, Dorium viene decapitato e Strax e Lorna feriti a morte, mentre il Dottore riceve una comunicazione da Madame Kovarian. Questa gli rivela che la bambina verrà utilizzata contro di lui come arma risolutiva nella futura guerra della Chiesa al Dottore. Il Dottore corre da Amy, ma giunge troppo tardi e Melody si liquefà tra le braccia della madre, rivelandosi una copia di Carne. Una volta finita la battaglia, River Song si presenta dal Dottore, venendo sgridata per non essere intervenuta prima. Tuttavia, dopo che la donna gli ha svelato la sua vera identità, il Dottore, nuovamente allegro, rassicura tutti e parte a bordo del TARDIS. River mostra ad Amy e Rory la foglia di preghiera, spiegandole che nel pianeta di provenienza di Lorna non esiste una parola per indicare "Pond" (stagno), poiché gli unici corsi d'acqua sono i fiumi (river). Il TARDIS quindi traduce l'iscrizione, recante il nome della figlia di Amy e Rory:River Song.
- Altri interpreti: Alex Kingston (River Song), Frances Barber (Madame Kovarian), Christina Chong (Lorna Bucket), Neve McIntosh (Madame Vastra), Catrin Stewart (Jenny Flint), Dan Starkey (Strax), Richard Trinder (Capitano Harcourt), Harrison e Madison Mortimer (Melody Pond neonata), Annabel Cleare (Eleanor), Henry Wood (Arthur), Simon Fisher-Becker (Dorium Maldovar), Hugh Bonneville (Capitano Henry Avery), Oscar Lloyd (Toby Avery), Joshua Hayes (Lucas), Damian Kell (Dominicus), Danny Sapani (Colonnello Manton), Charlie Baker ("Quello grasso"), Dan Johnston ("Quello magro"), Nicholas Briggs (voce dei Cybermen)

## Uccidiamo Hitler
- Titolo originale: Let's Kill Hitler
- Scritto da: Steven Moffat
- Diretto da: Richard Senior

### Trama
Nella Leadworth dei giorni nostri, Amy e Rory creano con l'auto un cerchio nel grano per attirare l'attenzione del Dottore, di cui non hanno più notizie da molto tempo. Una volta ricongiuntisi con lui, vengono raggiunti dalla loro amica di infanzia, Mels, grande ammiratrice del "Dottore stropicciato" di Amy e, tra l'altro, responsabile dell'inizio della relazione tra lei e Rory. Mels, in fuga dalla polizia, minaccia il Dottore con una pistola, intimandogli di portarla a "uccidere Hitler".
Intanto, nella Berlino nazista del 1938, il Teselecta, un robot mutaforma proveniente dal futuro comandato da un equipaggio umano miniaturizzato al suo interno, il cui obiettivo è la tortura e l'uccisione (al termine della loro linea temporale conosciuta) dei peggiori criminali della storia, si appresta a uccidere Adolf Hitler, accorgendosi troppo tardi di trovarsi nell'anno sbagliato. "Fortunatamente", il TARDIS, finito fuori controllo per colpa di uno sparo involontario di Mels che ha colpito la consolle, irrompe nella stanza salvando la situazione. Spaventato, Hitler spara al Teselecta, ma per via della sua scarsa mira colpisce Mels all'addome. Ferita mortalmente, la ragazza rivela ad Amy e Rory di essere in realtà la loro figlia, Melody Pond (la stessa bambina nella tuta da astronauta a cui Amy aveva sparato e che poi si era rigenerata), per poi rigenerarsi nelle sembianze di River Song. River tenta di uccidere il Dottore, per poi avvelenarlo con un bacio del suo rossetto, contenente una potente tossina che ucciderà il Signore del Tempo in poco tempo senza dargli possibilità di rigenerarsi. Poi scompare tra le strade di Berlino, inseguita da Amy, Rory e il Teselecta, che l'ha riconosciuta come criminale, poiché responsabile della morte del Dottore, punto fisso nel tempo, il 22 aprile 2011 al Lago Silencio (L'astronauta impossibile). Amy e Rory vengono miniaturizzati e trasportati dentro il Teselecta, che assume le sembianze di Amy, per poi prepararsi a giustiziare River (esecuzione interrotta dall'arrivo del Dottore a bordo del TARDIS). Il capitano del Teselecta informa il Dottore che River vuole ucciderlo poiché è stata addestrata fin da bambina a tale scopo dal Silenzio, un ordine religioso che crede che quando il Dottore risponderà alla "domanda più antica dell'universo", il silenzio cadrà su tutto l'universo. Per salvare River, Amy utilizza il cacciavite sonico prestatogli dal Dottore per rivoltare il sistema di difesa del robot (delle sorta di anticorpi meccanici) contro l'equipaggio, che viene teletrasportato via dalla nave madre. Il Dottore è troppo debilitato per salvare Amy e Rory con il TARDIS, ma riesce a convincere River a farlo al posto suo. Prima di spirare, il Dottore chiede a River di consegnare un messaggio a "River Song" (River non ha ancora adottato questo alias, riconoscendosi solo come Melody Pond) e gli sussurra all'orecchio presumibilmente il suo amore. River chiede alla madre chi sia River Song e Amy le mostra i file su di lei, contenuti nel Teselecta; River, allora, bacia il Dottore, sacrificando le sue rimanenti rigenerazioni per salvarlo.
Il trio affida River alle cure di un ospedale nel lontano futuro, per poi riprendere il viaggio. Tuttavia, Amy e Rory non sanno che il Dottore ha appreso dal Telesecta delle informazioni sulla data e il luogo in cui morirà. Nel frattempo, River, che è venuta in possesso del suo caratteristico diario, regalatole dal Dottore, s'iscrive alla facoltà di archeologia della Luna University, con l'obiettivo di viaggiare per lo spazio per ritrovare il Dottore.
- Altri interpreti: Alex Kingston (River Song), Nina Toussaint-White (Mel), Caitlin Blackwood (Amelia Pond bambina), Maya Glace-Green (Mel bambina), Ezekiel Wigglesworth (Rory Williams bambino), Philip Rham (Zimmerman), Richard Dillane (Carter), Amy Cudden (Anita), Davood Ghadami (Jim), Ella Kenion (Harriet), Albert Welling (Adolf Hitler), Mark Killeen (Ufficiale tedesco), Paul Bentley (Professor Candy), Eva Alexander, (Infermiera felina), Tor Clark (Insegnante donna)

## Terrori notturni
- Titolo originale: Night Terrors
- Scritto da: Mark Gatiss
- Diretto da: Richard Clark

### Trama
Sulla Terra, un bambino di otto anni di nome George ritiene che alcune cose che si trovano nella sua stanza siano terrificanti e perciò Alex, il padre, le chiude nell'armadio. Però lui ne ha paura lo stesso e così con una preghiera chiede aiuto. Questa richiesta giunge sulla carta psichica del Dottore, che decide di seguirla. Così facendo arriva davanti al condominio dove George abita e con Amy e Rory comincia a cercare la sua casa. I due però vengono visti dal bambino che pensa siano persone cattive, quindi, quando salgono nell'ascensore del palazzo, questo precipita catapultandoli nella casa delle bambole nell'armadio del bambino, dove le sue paure prendono vita; qui dei fantocci inseguono i due per trasformarli in bambole. Intanto, il Dottore si presenta ad Alex come membro dei servizi sociali e inizia a indagare. Dopo aver parlato anche con George, il Dottore si accorge che l'armadio del bambino è realmente pericoloso e, facendo ragionare Alex, gli fa ricordare che lui e Claire, la madre del bambino (assente per il turno di notte) non avrebbero potuto avere figli poiché lei era sterile. Il bambino allora si spaventa di nuovo e torna a pregare chiedendo aiuto, catapultando Alex e il Dottore nell'armadio, dove anche loro devono affrontare le bambole inquietanti. Alla fine, il Dottore finalmente capisce che il bambino è un Texa (degli alieni che cercano famiglia e riescono ad adattarsi a tutto, in questo caso il desiderio di Alex e Julie di avere un figlio) e scopre che ciò che gli fa più paura è l'abbandono da parte dei genitori, avendo male interpretato una loro precedente conversazione sulle loro difficoltà finanziarie. Il Dottore chiede a George di affacciarsi nell'armadio e anche lui finisce nella casa delle bambole, venendo circondato da queste. Il padre però, liberandosi della sua insicurezza, lo salva e riesce a convincerlo che non verrà mai abbandonato e così George riesce a superare le sue paure, liberando tutti dall'armadio. Intanto il Dottore, Amy e Rory si ritrovano e così partono per una nuova avventura.
- Altri interpreti:  Daniel Mays (Alex), Jamie Oram (George), Emma Cunniffe (Claire), Leila Hoffman (Signora Rossiter), Andrew Tiernan (Purcell), Sophie Cosson (Julie)

## La ragazza che ha aspettato
- Titolo originale: The Girl Who Waited
- Scritto da: Tom MacRae
- Diretto da: Nick Hurran

### Trama
Il Dottore, Amy e Rory atterrano sul pianeta-vacanza Apalapucia e scoprono, loro malgrado, che l'intero pianeta è stato messo in quarantena a causa di un virus alieno (chiamato "la peste di un giorno" proprio perché incurabile e lascia solo un giorno di vita alle vittime) che può uccidere tutte le forme di vita con due cuori. Amy, a causa di una scelta sbagliata nell'aprire una porta, si ritrova intrappolata in una struttura di quarantena per le vittime del virus, in una diversa linea temporale in cui il tempo scorre molto più velocemente del normale (in modo che le vittime del virus possano vivere tutta la propria vita crescendo, invecchiando e morendo tutto in un giorno solo). Il Dottore riesce a usare il TARDIS per infrangere il tempo e fare irruzione in quella linea temporale e trova una Amy Pond invecchiata e incattivita da 36 anni d'isolamento totale e dai combattimenti quotidiani con i robot medici, che cercano di catturarla. Il Dottore riesce a tornare indietro nella linea temporale di Amy e da quel punto in poi Rory dovrà fare una scelta molto difficile: salvare la Amy che conosce o quella che lo ha aspettato per decenni. La Amy invecchiata capisce che in fondo è ancora innamorata di suo marito, e lui vorrebbe salvarle entrambe, ma il Dottore non può farlo, in quanto il TARDIS non potrebbe viaggiare a causa del paradosso che si verrebbe a creare. Alla fine la Amy invecchiata è costretta a sacrificarsi, lasciando che la sua versione più giovane possa fuggire con Rory e il Dottore, ricordando con amore suo marito.
- Altri interpreti: Josie Taylor (Ragazza del Check-In), Imelda Staunton (Voce dell'Interfaccia), Stephen Bracken-Keogh (Voce degli Handbot, non accreditato)

## Il complesso di Dio
- Titolo originale: The God Complex
- Scritto da: Toby Whithouse
- Diretto da: Nick Hurran

### Trama
Il TARDIS atterra nella riproduzione aliena di un albergo terrestre degli anni ottanta, tappezzato di strani quadri che raffigurano precedenti ospiti dell'albergo, con sotto indicate le loro peggiori paure. S'imbattono poi in altre tre persone: l'alieno Gibbis, di una razza di codardi, e gli umani Rita, infermiera musulmana molto sveglia, e Howie, un adolescente nerd appassionato di teorie del complotto. Tutti loro non sanno come siano arrivati nell'albergo e non riescono a uscirne poiché tutte le porte e le finestre sono murate e lo stesso albergo cambia continuamente la disposizione dei locali. I tre mostrano al Dottore il quarto membro del gruppo, Joe, un giocatore d'azzardo che sembra posseduto e brama di essere ucciso da qualcosa che ha iniziato ad adorare; gli altri membri del gruppo l'hanno legato per impedirgli di scappare. Il Dottore, dopo aver scoperto che il TARDIS è scomparso, fa nascondere il gruppo nelle stanze dell'albergo, che contengono le peggiori paure di ognuno, ma, come desiderato da Joe, una creatura simile a un minotauro si mette sulle sue tracce e lo uccide. E sembra che, uno per uno, a tutti spetterà questa fine. Il Dottore immagina che combattendo queste paure si riesca a sfuggire al minotauro, ma così non è, e anche Howie e Rita (dopo che entrano in contatto con le rispettive stanze, contenenti le loro peggiori paure) vengono posseduti, inseguiti e uccisi dalla creatura. La prossima dovrebbe essere Amy, che ha visto nella sua stanza la paura di essere abbandonata nuovamente dal Dottore, ma finalmente quest'ultimo capisce che la creatura non si nutre di paura, bensì di fede, che sorge in contrasto alla paura (Howie credeva fermamente nei complotti, Rita alla sua religione, Joe alla fortuna e Gibbis riponeva fiducia nei suoi futuri conquistatori). L'unico modo per salvare Amy (la cui fede totale è nel Dottore) è quindi quella di minare la sua fede in lui. Il Dottore quindi le mente, raccontandole di averla portata con sé nei suoi viaggi solo per soddisfare la sua vanità e che ha messo innumerevoli volte le vite dei due sposi in pericolo solamente per un capriccio personale. Amy è affranta, e la creatura non può più nutrirsi degli altri (né di Rory che non crede in nulla, né dell'alieno pauroso, né del Dottore, che ha scoperto il suo gioco) e muore. L'albergo allora si dissolve, rivelandosi una simulazione costruita millenni prima da una civiltà che adorava la creatura come un dio, ma dopo aver scoperto che si trattava semplicemente di un'altra specie aliena, l'aveva imprigionata in quella prigione labirintica.
Il Dottore riaccompagna Amy e Rory sulla Terra, ma comprende che è giunto il momento di abbandonarli per il loro bene. Regala ai suoi compagni di viaggio una casa e una macchina e se ne va, da solo.
- Altri interpreti: Amara Karan (Rita), Dimitri Leonidas (Howie Spragg), Daniel Pirrie (Joe Buchanan), David Walliams (Gibbis), Sarah Quintrell (Lucy Hayward), Dafydd Emyr (Insegnante di Educazione Fisica), Spencer Wilding (La Creatura), Rashid Karapiet (Padre di Rita), Caitlin Blackwood (Amelia Pond bambina), Roger Ennals (Gorilla)

### Curiosità
- In una scena in cui compare la creatura, si può notare una scritta che dice "The Pasifae S.p.A.". Nella mitologia greca Pasifae era la moglie di Minosse, re di Creta, e madre del Minotauro mitologico.
- In una scena, il Dottore apre la stanza numero 11. Il contenuto della stanza, nonché la sua più grande paura, lo si scoprirà nell'episodio speciale Il tempo del Dottore.

## Orario di chiusura
- Titolo originale: Closing Time
- Scritto da: Gareth Roberts
- Diretto da: Steve Hughes

### Trama
Craig (incontrato ne Il Coinquilino) sta per passare il week-end da solo con il suo neonato figlio Alfie. Sophie è andata fuori città e lui non sa assolutamente come fare a gestire il bambino, pur non accettando aiuto da nessuno. Il Dottore compare da solo per salutarlo prima di andare incontro a morte certa (come annunciato in precedenza), ma strani segnali di teletrasporto convincono il Dottore a indagare, per questo inizia a lavorare in un grande magazzino dove avvengono cose strane. Con l'aiuto di Craig, il Dottore scopre la presenza dei Cybermen. Nel sottosuolo c'è una nave precipitata da secoli e riattivata dai recenti lavori alla rete elettrica. I Cybermen vogliono conquistare il mondo ma, al momento di assimilare Craig, lui riesce a fermare l'assimilazione grazie al pianto del figlio che gli restituisce le emozioni che i Cyberman tentavano di toglierli e che sovraccarica il loro cervello distruggendoli tutti. Il Dottore può quindi andare al suo appuntamento americano.
Nel frattempo, nel LII secolo, Madame Kovarian rapisce River Song subito dopo la sua laurea: è ora di metterla in una tuta spaziale per farle uccidere il Dottore.
- Altri interpreti: James Corden (Craig Owens), Daisy Haggard (Sophie), Seroca Davis (Shona), Holli Dempsey (Kelly), Chris Obi (George), Lynda Baron (Val), Paul Kasey (Cyberman), Nicholas Briggs (voce dei Cybermen), Greg James (cliente, non accreditato), Alex Kingston (River Song), Frances Barber (Madame Kovarian)

## Il matrimonio di River Song
- Titolo originale: The Wedding of River Song
- Scritto da: Steven Moffat
- Diretto da: Jeremy Webb

### Trama
Il Dottore cerca delle informazioni sull'Ordine del Silenzio e scopre che il motivo per cui vogliono ucciderlo è per evitare che venga data una risposta a quella che tutti chiamano "la prima domanda, la domanda più antica dell'universo, nascosta in piena vista", dunque chiede aiuto a Dorium Maldovar, in precedenza in contatto con l'Ordine e che dunque probabilmente sa quale essa sia. Nonostante fosse stata decapitata a Demon's Run, la testa di Dorium continua a vivere e spiega al Dottore che il Silenzio vuole ucciderlo per evitare che si adempia una profezia che vede lui come protagonista, secondo cui morirà sul pianeta Trenzalore, ma che prima dovrà rispondere alla domanda tanto temuta dal Silenzio, distruggendo l'universo. Quando Dorium gliela svela, il Dottore ne rimane scioccato. Il Signore del Tempo, dopo aver saputo che il Brigadiere Lethbridge-Stewart è morto e capendo che la sua ora è arrivata, si reca nello Utah per farsi uccidere da River e adempiere al suo destino, ma lei trova il modo di scaricare la tuta spaziale e quindi di non uccidere il Dottore, così facendo crea due versioni dello stesso evento.
La realtà è ora compromessa e tutto il tempo è congelato in un unico momento; le 17:02 del 22 aprile, l'ora e il giorno in cui il Dottore sarebbe dovuto morire. In questa realtà gli eventi sono sconvolti, gli antichi romani attraversano strade asfaltate e Churchill è imperatore. Amelia Pond è diventata un'agente segreto, non ha ricordi chiari e non ricorda Rory, che in questo universo alternativo è uno dei suoi agenti, i quali, come Amy, indossano una specie di benda, un'interfaccia oculare, la stessa che usano i servi umani del silenzio, compresa Madame Kovarian, e che li aiuta a non dimenticare i Silenti. Il Dottore viene portato in una piramide, che nella realtà alterata è l'area 52, dove incontra River e Kovarian, ora imprigionata. Nella struttura sono imprigionati anche diversi Silenti, che improvvisamente si liberano, rivelando di non essere prigionieri, ma di stare aspettando solo l'arrivo del Dottore. I Silenti cominciano l'attacco, e le interfacce oculari, basate su quella di Madame Kovarian, iniziano a rilasciare grandi scariche elettriche, provocando la morte: di conseguenza esse vengono tolte, ridando vantaggio ai Silenti. Rory rimane indietro per rallentare i Silenti, ma quando sta per essere ucciso, viene salvato da Amy. Madame Kovarian, legata a una sedia, non riesce a togliersi la benda, chiede pietà ad Amy, che però le rinfaccia di aver rapito sua figlia e che, anche se ora lei è cresciuta ed è diventata River Song, non potrà mai più riavere la sua bambina, e le rimette la benda, destinandola a morte certa. River e il Dottore arrivano alla cima della piramide, dove era posta una grande antenna, con la quale la donna aveva inviato un messaggio al resto dell'universo passato e futuro: il Dottore sta per morire, aiuto, spiegando così i brillamenti solari attorno alla Terra, in realtà le voci di migliaia di persone che rispondevano alla richiesta. Il Dottore, dopo aver sposato River e averle sussurrato il suo nome nell'orecchio, riesce a convincerla a toccarlo, ben sapendo che questo causerà un riassestamento del tempo, provocando la sua morte. I due quindi si baciano e si ritrovano sul Lago Silenzio, dove River uccide il Dottore.
I Pond sono ritornati a casa, e Amy, in lutto per la morte del Dottore, incontra nuovamente River, reduce dall'esperienza sulla Bisanzio (episodi della quinta stagione Il Tempo degli Angeli e Carne e Pietra), la quale rivela alla madre e a Rory che il Dottore non è veramente morto: sulla piramide il marito non le aveva sussurrato il suo nome, ma le aveva detto di guardarlo negli occhi. River si era così accorta che il Dottore era in realtà il Teselecta, e che non avrebbe ucciso l'uomo che amava, ma una copia.
Il Dottore quindi è sopravvissuto e, per evitare la profezia riguardo a Trenzalore, si finge morto. Quando lascia la testa di Dorium, questi gli dice che Trenzalore e la sua morte lo stanno ancora attendendo, e che la domanda che non dovrà mai avere risposta presto ne avrà una. Mentre il Dottore si allontana Dorium gli urla nuovamente la domanda la cui risposta sarà la morte del Dottore: Dottore chi? (Doctor Who?): la risposta temuta dal Silenzio, dunque, non è altro che il nome dell'ultimo Signore del Tempo.
- Altri interpreti: Alex Kingston (River Song), Frances Barber (Madame Kovarian), Simon Fisher-Becker (Dorium Maldovar), Ian McNeice (Imperatore Winston Churchill), Marnix Van Den Broeke (Silente), Simon Callow (Charles Dickens), Mark Gatiss (Gantok, accreditato come "Rondo Haxton"), Mark A. Sheppard (Canton Everett Delaware III anziano), Richard Hope (Dr Malokeh), Nicholas Briggs (voce dei Dalek), Sian Williams (sé stesso), Bill Turnbull (sé stesso), Meredith Vieira (sé stessa), Niall Greig Fulton (Gideon Vandaleur), Sean Buckley (barista), Emma Campbell-Jones (Dottor Kent), Katharine Burford (infermiera), Richard Dillane (Carter)

### Nota
- In L'astronauta impossibile, quando River spara la prima volta al "Dottore" sul lago di Silencio, quest'ultimo inizia a rigenerarsi prima che venga colpito un'altra volta durante il processo. Come mostrato in questo episodio il Dottore ha simulato questa tentata rigenerazione attraverso il Teselecta, perché in Il tempo del Dottore rivelerà che  aveva già esaurito tutte le sue vite.